# Zougoungou
Zougoungou est une commune rurale située dans le département de Gomponsom de la province du Passoré dans la région Nord au Burkina Faso.

## Géographie
Zougoungou se situe à 5 km au nord du centre de Gomponsom, le chef-lieu départemental, et à environ 15 km au nord-est de Yako et de la route nationale 2.

## Économie
L'économie du village est essentiellement basée sur l'agriculture céréalière et maraîchère permise grâce au petit barrage de retenu local.

## Santé et éducation
Zougoungou accueille un centre de santé et de promotion sociale (CSPS) tandis que le centre médical avec antenne chirurgicale (CMA) de la province se trouve à Yako.
La commune possède deux écoles primaires publiques de huit classes au total pour environ 450 élèves,.